# Lehman Riggs

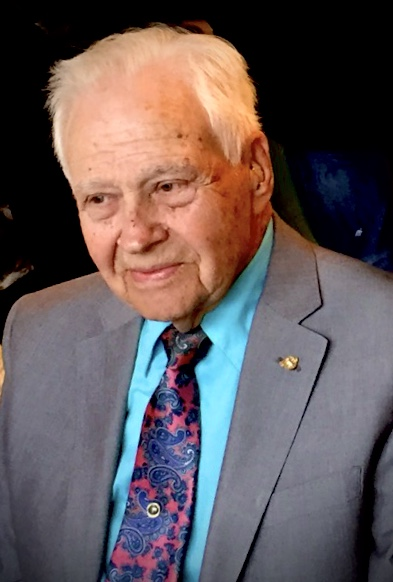
Lehman Riggs im Capa-Haus 2016

Lehman Riggs (* 17. Januar 1920 in Arkansas; † 19. August 2021 in Cookeville) war ein US-Veteran und letzter Zeitzeuge, der im April 1945 an der Befreiung Leipzigs beteiligt war. Er trug wesentlich zur Identität des Fotos Last man to die (der letzte Tote) bei und konnte mit seinen Vorträgen den Abbruch des historischen Gebäudes in der Jahnallee 61 in Leipzig (Capa-Haus) gemeinsam mit der Bürgerinitiative Capa-Haus verhindern, dort, wo er seinen Kameraden Raymond J. Bowman einen Tag vor Kriegsende am 18. April 1945 in Leipzig sterben sah. Riggs war der letzte Überlebende der 2. US-Infanteriedivision aus dem Zweiten Weltkrieg.

## Leben/Zeitzeuge
Riggs meldete sich mit 25 Jahren (vorher arbeitete er als Flugzeugbauer in Detroit) freiwillig an die Front. Mit der 2. US-Infanteriedivision, auch Indianheads genannt, war er bereits bei der Landung in der Normandie beteiligt. Bei der Befreiung Leipzigs durch die US-Armee im April 1945 sollte Riggs gemeinsam mit Bowman die Erstürmung der Zeppelin-Brücke in Leipzig-Lindenau in Richtung City decken. Riggs war erster Schütze eines schweren Maschinengewehrs. Es stand auf einem Balkon in der zweiten Etage in der Jahnallee 61. Bowman wurde nach einem Gefecht von einem deutschen Scharfschützen tödlich getroffen. Riggs überlebte nur, weil Bowman ihn zu diesem Zeitpunkt vertrat. Der Kriegsfotograf Robert Capa, der mit in der Wohnung war, drückte auf den Auslöser und veröffentlichte das Foto des sterbenden Soldaten im US-Magazin „Life“ nach der deutschen Kapitulation.
Lehman Riggs berichtete in einem späteren Interview gegenüber dem Nachrichtensender WTN 99,7 von seinen Kriegserlebnissen in Leipzig. Der genaue Name des letzten Toten des Krieges wurde nun auch vom Militärhistoriker Jürgen Möller, der über die amerikanische Besatzungszeit in Mitteldeutschland forscht, bestätigt.
Riggs besuchte erstmals 2012 auf Einladung des MDR und Mitgliedern der Leipziger Capa-Haus-Initiative das inzwischen abbruchreife Gebäude in der Jahnallee. Der Leipziger Oberbürgermeister Burkhard Jung empfing gemeinsam mit dem amerikanischen Generalkonsul Mark J. Powell den letzten Zeitzeugen Lehman Riggs zu einem Gespräch und stoppte den bereits erteilten Auftrag zum Abriss des historisch bedeutsamen Gebäudes.

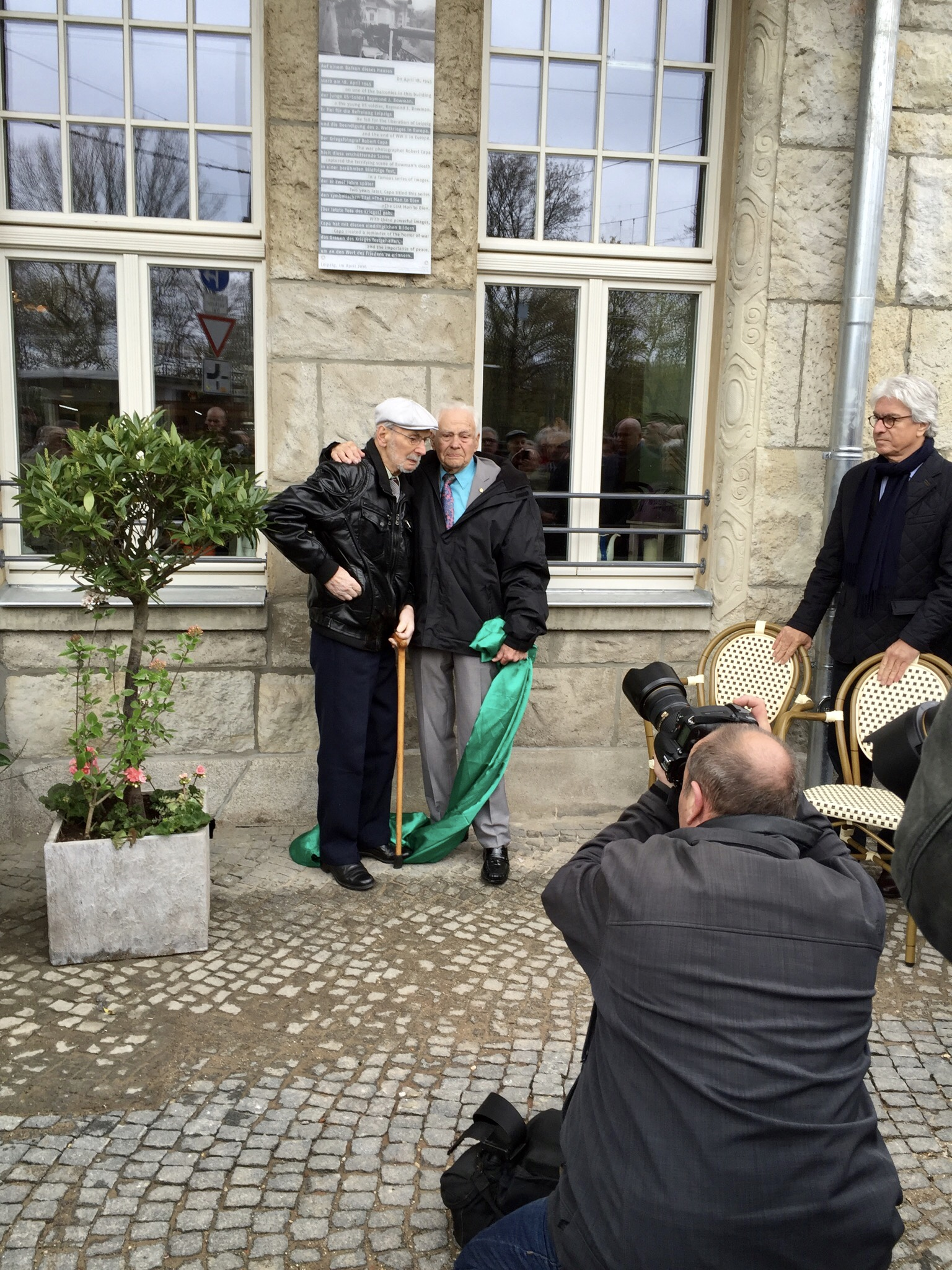
Franz Caspari und Lehman Riggs enthüllen Gedenktafel am Capa-Haus 2016

Riggs kam 2016 mit inzwischen 96 Jahren noch einmal nach Leipzig und fand dank des Investors Horst Langner nun ein aufwendig saniertes Gebäude vor, auch mit einer Gedenkstätte im Erdgeschoss, die an die Befreiung Leipzigs und die Ereignisse in diesem Haus erinnert. Er traf den deutschen Kriegsveteran Franz Caspari wieder (er war damals Soldat bei der Wehrmacht) und mit ihm entstand ein Briefwechsel, der bis zum Tod von Caspari 2017 hielt.
Lehman Riggs arbeitete nach dem Krieg bei der Post. Als ältestes Mitglied der Veteranen-Ehrengarde nahm Riggs an Zeremonien bei mehr als 1000 Begräbnissen teil und spielte Taps für die verstorbenen Soldaten, auch noch mit 101 Jahren. Riggs lebte in Cookeville (Tennessee).

## Sonstiges
Vertreter des Landkreises Putnam County (Tennessee) bereiteten anlässlich seines 100. Geburtstags einen „Lehman Riggs Day“ vor.